# カシルダ・ベネガス
カシルダ・ラモナ・べネガス・デ・ガレゴ（Casilda Ramona Benegas de Gallego、1907年4月8日 - 2022年6月28日 ）は、アルゼンチンのスーパーセンテナリアン。アルゼンチン・マルデルプラタ在住だった長寿の女性。パラグアイ出身。アルゼンチンの歴代最高齢者で、存命時は世界で4番目の高齢者であった。

## 来歴
1907年4月8日、パラグアイのイタプア県に生まれる。同地でバプテスマを受ける。アスンシオンにてベニーニョ・ガレゴ・クエニャと結婚。主婦として、2人の子供の世話に専念したとされる。1945年4月6日、38歳の誕生日の直前にアルゼンチンに移住。2000年にスペインに移住したものの、2013年にアルゼンチンに戻る。現在は同地の老人ホームに住んでいる。ひ孫は彼女について、「いつも健康だった」「いつも陽気で、怒っているところを見るところがなかった。彼女は健康的な食事を維持せず、好きなものを食べた。」と語っている。
2020年12月10日、居住先の老人ホームでクラスターが発生した際、陽性反応を示したが、無症状であった。新型コロナウイルスからの回復者としては回復当時、マリア・ブラニャス・モレラに次いで2番目の長寿者だった。その後の2021年3月30日、COVID-19のワクチンを接種した。
2022年6月28日に死去。115歳81日没。

## 長寿記録
- 2020年4月10日、GRGにより113歳2日で年齢が検証される。[9]
- 2020年7月12日、ビクトリア・ソト・トレスの死去により、113歳60日でアルゼンチン国内最高齢人物となる。
- 2021年8月28日、エヴァンゲリスタ・ルイサ・ロペスの死去により、114歳107日でアルゼンチン国内での最後の1907年生まれとなる。